# Parkland (Florida)
Parkland ist eine Vorstadt, 68 km nordwestlich von Miami, im nördlichen Broward County, Florida, USA. Nach der Volkszählung von 2020 hatte Parkland 34.670 Einwohner. Parkland ist Teil der Metropolregion Miami, in der im Jahr 2020 6.166.488 Menschen lebten (Stand: 2020).

## Geschichte
Am 10. Juli 1963 wurde nach aktiver Unterstützung durch das Repräsentantenhaus des Staates Florida eine Stadtsatzung verabschiedet. Der Gesetzentwurf 2079 wurde mit Hilfe des Abgeordneten Emerson Alsworth Esq. durch das Repräsentantenhaus von Florida gebracht. Der Entwurf basierte auf der ursprünglichen Idee einer Stadtsatzung für eine nicht rechtsfähige, ländliche, offene Stadt im Ranch-Stil des Gründers und örtlichen Farmers, Ranchers, Veteranen und Politikers Bruce Blount. In seinen ersten Versuchen, die Stadt offiziell anzuerkennen, stellte Blount Teile seines Privatlandes zur Verfügung und nannte seine Stadt BBB Ranches. Abgeordneter Alsworth erleichterte diesen Genehmigungsprozess, indem er dem Gesetz den Namen der geplanten Stadt als Parkland hinzufügte, eine Beschreibung, die Blounts ursprünglichem Vorschlag einer unbebauten Stadt außerhalb des Weges des Baubooms von Broward County entsprach. Und nach einer Abstimmung im Juli wurde Parkland am 12. August 1963 von C. Farris Bryant, dem Gouverneur von Florida, offiziell als Stadt des Staates Florida anerkannt. Blount wurde später der erste Bürgermeister von Parkland, nachdem er zuvor Bürgermeister und Stadtrat von Pompano Beach gewesen war.
Am 14. Februar 2018 kam es an der Marjory Stoneman Douglas High School zu einem Massenerschießung, als der 19-jährige ehemalige Schüler Nikolas Cruz 17 Menschen erschoss und 17 weitere verletzte. Der Amoklauf war der tödlichste Amoklauf an einer High School in den USA und übertraf das Massaker an der Columbine High School im Jahr 1999. Der Amoklauf war der fünfttödlichste Amoklauf an einer High School in den USA.

## Geographe
Parkland befindet sich etwa 20 km nordwestlich von Fort Lauderdale und 55 km nördlich von Miami. Im Süden grenzt die Stadt an Coral Springs, im Osten an Coconut Creek, im Norden an das Palm Beach County und im Westen an die Everglades.
Nach den Angaben des United States Census Bureaus hat die Stadt eine Fläche von 33,2 km², wovon 31,9 km² auf Land und 1,3 km² (= 3,97 %) auf Gewässer entfallen.

## Demographische Daten
Laut der Volkszählung 2010 verteilten sich die damaligen 23.962 Einwohner auf 8.292 Haushalte. Die Bevölkerungsdichte lag bei 907,7 Einw./km². 84,0 % der Bevölkerung bezeichneten sich als Weiße, 6,5 % als Afroamerikaner, 0,1 % als Indianer und 5,9 % als Asian Americans. 1,5 % gaben die Angehörigkeit zu einer anderen Ethnie und 1,9 % zu mehreren Ethnien an. 13,0 % der Bevölkerung bestand aus Hispanics oder Latinos.
Im Jahr 2010 lebten in 52,7 % aller Haushalte Kinder unter 18 Jahren sowie 17,9 % aller Haushalte Personen mit mindestens 65 Jahren. 86,1 % der Haushalte waren Familienhaushalte (bestehend aus verheirateten Paaren mit oder ohne Nachkommen bzw. einem Elternteil mit Nachkomme). Die durchschnittliche Größe eines Haushalts lag bei 3,12 Personen und die durchschnittliche Familiengröße bei 3,38 Personen.
33,6 % der Bevölkerung waren jünger als 20 Jahre, 16,4 % waren 20 bis 39 Jahre alt, 37,1 % waren 40 bis 59 Jahre alt und 12,8 % waren mindestens 60 Jahre alt. Das mittlere Alter betrug 40 Jahre. 48,8 % der Bevölkerung waren männlich und 51,2 % weiblich.
Das durchschnittliche Jahreseinkommen lag bei 114.651 $, dabei lebten 6,1 % der Bevölkerung unter der Armutsgrenze.
Im Jahr 2000 war Englisch die Muttersprache von 82,79 % der Bevölkerung, spanisch sprachen 11,48 % und 5,73 % hatten eine andere Muttersprache.

## Wirtschaft
Die größten Arbeitgeber waren 2018:
| Arbeitgeber                 | Arbeitnehmer |
| --------------------------- | ------------ |
| Broward County School Board | 699          |
| Aston Gardens               | 190          |
| City of Parkland            | 138          |
| BJ's Wholesale Club         | 125          |
| Publix                      | 115          |

## Verkehr
Parkland wird vom U.S. Highway 441 sowie den Florida State Roads 7 und 869 (Sawgrass Expressway, mautpflichtig) tangiert. Die nächstgelegenen Flughäfen sind der Fort Lauderdale-Hollywood International Airport (18 km), Miami International Airport (45 km) und der Palm Beach International Airport (50 km).

## Wetter
Das Klima ist mild und warm mit einem leichten Wind von See. Statistisch regnet es in den Sommermonaten an durchschnittlich 50 % der Tage. Die höchsten Temperaturen sind im Mai bis Oktober, mit bis zu 33 °C. Die kältesten Monate von Dezember bis Februar mit durchschnittlich nur 12 °C. Schneefall ist in der Region nahezu unbekannt.

## Schulen
- Riverglades Elementary School
- Park Trails Elementary School
- Westglades Middle School
- Marjory Stoneman Douglas High School

## Parks und Sportmöglichkeiten
Es gibt ein breites Angebot von verschiedenen Stadtparks sowie mehrere sportliche Einrichtungen sowie Spielwiesen und Möglichkeiten zum Camping. An Sportmöglichkeiten werden Softball, Baseball, Football, Basketball, Soccer und Schwimmen angeboten.